# Žlezava nedotika
Žlezava nedotika (znanstveno ime Impatiens glandulifera) je enoletnica iz družine nedotikovk, ki zraste do dva metra visoko in izvorno uspeva v Himalaji. Od tam jo je človek zaradi cvetov zanesel po večjem delu severne poloble. Ima veliko sposobnost razširjanja semen in lahko v okoljih, kjer je vnešena, izriva avtohtono rastje, zato jo ponekod obravnavajo kot invaziven plevel.
Steblo te rastline je votlo, kolenčasto odebeljeno in izredno krhko. Listi so nasprotno nameščeni vzdolž stebla, v zgornjem delu je listni rob nazobčan. So jajčasto suličaste oblike s pecljatimi žlezami, po katerih je vrsta dobila ime. Vijolični cvetovi tvorijo socvetje in izločajo medičino ter imajo močan vonj, ki privablja čebele in druge opraševalce. Plod je glavica, zrel ob dotiku eksplozivno izvrže semena do sedem metrov daleč, po čemer se imenuje rod.